# Women’s Premier Ice Hockey League 1998/99
Die Saison 1998/99 war die 17. Austragung der höchsten englischen Fraueneishockeyliga, der Women’s Premier Ice Hockey League. Die Ligadurchführung erfolgt durch die English Ice Hockey Association, den englischen Verband unter dem Dach des britischen Eishockeyverbandes Ice Hockey UK. Der Sieger erhielt den Chairman’s Cup.
Die Scorpions aus Sunderland gewannen den Titel zum fünften Mal in Folge.

## Modus
Zunächst spielten alle Mannschaften eine einfache Runde mit Hin- und Rückspiel. Die vier Besten erreichten das Halbfinale. Die Spiele gingen über 3×15:00 Minuten. Für einen Sieg gab es zwei Punkte, für ein Unentschieden einen Punkt.

## Hauptrunde
| Platz | Mannschaft                   | Spiele | S  | U | N  | Tore   | Punkte |
| ----- | ---------------------------- | ------ | -- | - | -- | ------ | ------ |
| 1.    | Slough Phantoms              | 14     | 12 | 1 | 1  | 147:26 | 25     |
| 2.    | Sunderland Scorpions (M)     | 14     | 11 | 2 | 1  | 85:32  | 24     |
| 3.    | Bracknell Queen Bees         | 14     | 10 | 0 | 4  | 89:36  | 20     |
| 4.    | Guildford Lightning          | 14     | 5  | 2 | 7  | 49:51  | 12     |
| 5.    | Solihull Vixens              | 14     | 6  | 0 | 8  | 35:70  | 12     |
| 6.    | Swindon Topcats              | 14     | 4  | 1 | 9  | 42:75  | 9      |
| 7.    | Basingstoke Bison Ladies (N) | 14     | 2  | 2 | 10 | 22:78  | 6      |
| 8.    | Nottingham Vipers            | 14     | 2  | 0 | 13 | 28:129 | 4      |

## Final Four

### Halbfinale
| 1999 | Slough Phantoms | 3:1 (-:-, -:-, -:-) | Bracknell Queen Bees | Hull Arena, Kingston upon Hull |

| 1999 | Sunderland Scorpions | 4:1 (-:-, -:-, -:-) | Guildford Lightning | Hull Arena, Kingston upon Hull |

### Spiel um den 3. Platz
| 1999 | Guildford Lightning | 4:2 (-:-, -:-, -:-) | Bracknell Queen Bees | Hull Arena, Kingston upon Hull |

### Finale
| 1999 | Sunderland Scorpions | 6:3 (-:-, -:-, -:-) | Slough Phantoms | Hull Arena, Kingston upon Hull |

## Relegation
Zunächst traten die beiden Gruppensieger Der Division I in zwei Spielen gegeneinander an. Der Sieger hatte das Recht, an Relegationsspielen gegen den Letztplatzierten der Premier League teilzunehmen. Dabei konnten sich die Nottingham Vipers als Vertreter der Premier League durchsetzen und die Klasse halten.
| 1999 | Kingston Diamonds | 5:0 (-:-, -:-, -:-) | Cardiff Comets |  |

| 1999 | Cardiff Comets | 0:2 (-:-, -:-, -:-) | Kingston Diamonds |  |

| 1999 | Nottingham Vipers | 2:1 (-:-, -:-, -:-) | Kingston Diamonds |  |

| 1999 | Kingston Diamonds | 3:5 (-:-, -:-, -:-) | Nottingham Vipers |  |

## Division 1
Die Women's National Ice Hockey League ist nach der Premier League die zweite Stufe der englischen Fraueneishockeyliga. In ihr ist die Division 1 die höchste Klasse. Sie ist in zwei regionale Gruppen gegliedert.
| North | North                  | North  | North | North  | North    | North | North  |
| ----- | ---------------------- | ------ | ----- | ------ | -------- | ----- | ------ |
| Platz | Mannschaft             | Spiele | Siege | Unent. | Niederl. | Tore  | Punkte |
| 1.    | Kingston Diamonds      | 16     | 13    | 1      | 2        | 65:20 | 27     |
| 2.    | Billingham Wildcats    | 16     | 8     | 3      | 5        | 46:31 | 19     |
| 3.    | Sheffield Shadows      | 16     | 7     | 3      | 6        | 50:35 | 17     |
| 4.    | Whitley Bay Squaws     | 16     | 5     | 4      | 7        | 35:46 | 14     |
| 5.    | Telford Wrekin Raiders | 16     | 1     | 1      | 14       | 12:76 | 3      |

| South | South              | South  | South | South  | South    | South  | South  |
| ----- | ------------------ | ------ | ----- | ------ | -------- | ------ | ------ |
| Platz | Mannschaft         | Spiele | Siege | Unent. | Niederl. | Tore   | Punkte |
| 1.    | Cardiff Comets     | 12     | 12    | 0      | 0        | 98:014 | 24     |
| 2.    | Romford Nighthawks | 12     | 8     | 1      | 3        | 59:018 | 17     |
| 3.    | Streatham          | 12     | 8     | 1      | 3        | 62:037 | 17     |
| 4.    | Oxford City        | 12     | 5     | 1      | 6        | 39:035 | 11     |
| 5.    | Chelmsford Cobras  | 12     | 5     | 1      | 6        | 52:045 | 11     |
| 6.    | Invicta Dynamics   | 12     | 2     | 0      | 10       | 34:069 | 4      |
| 7.    | Oxford University  | 12     | 0     | 0      | 12       | 12:138 | 0      |

Finalrunde
Im Finalturnier wurde unter den jeweils beiden Besten der beiden Divisions-Gruppen ebenfalls um den Sieg in der Division 1 gespielt.
| 1999 | Cardiff Comets | 4:3 n. V. (-:-, -:-, -:-) | Billingham Wildcats |  |

| 1999 | Kingston Diamonds | 5:3 (-:-, -:-, -:-) | Romford Nighthawks |  |

Spiel um Platz 3
| 1999 | Billingham Wildcats | 4:0 (-:-, -:-, -:-) | Romford Nighthawks |  |

Finale
| 1999 | Kingston Diamonds | 1:0 n. P. (-:-, -:-, -:-) | Cardiff Comets |  |